# Paul Émile Berton

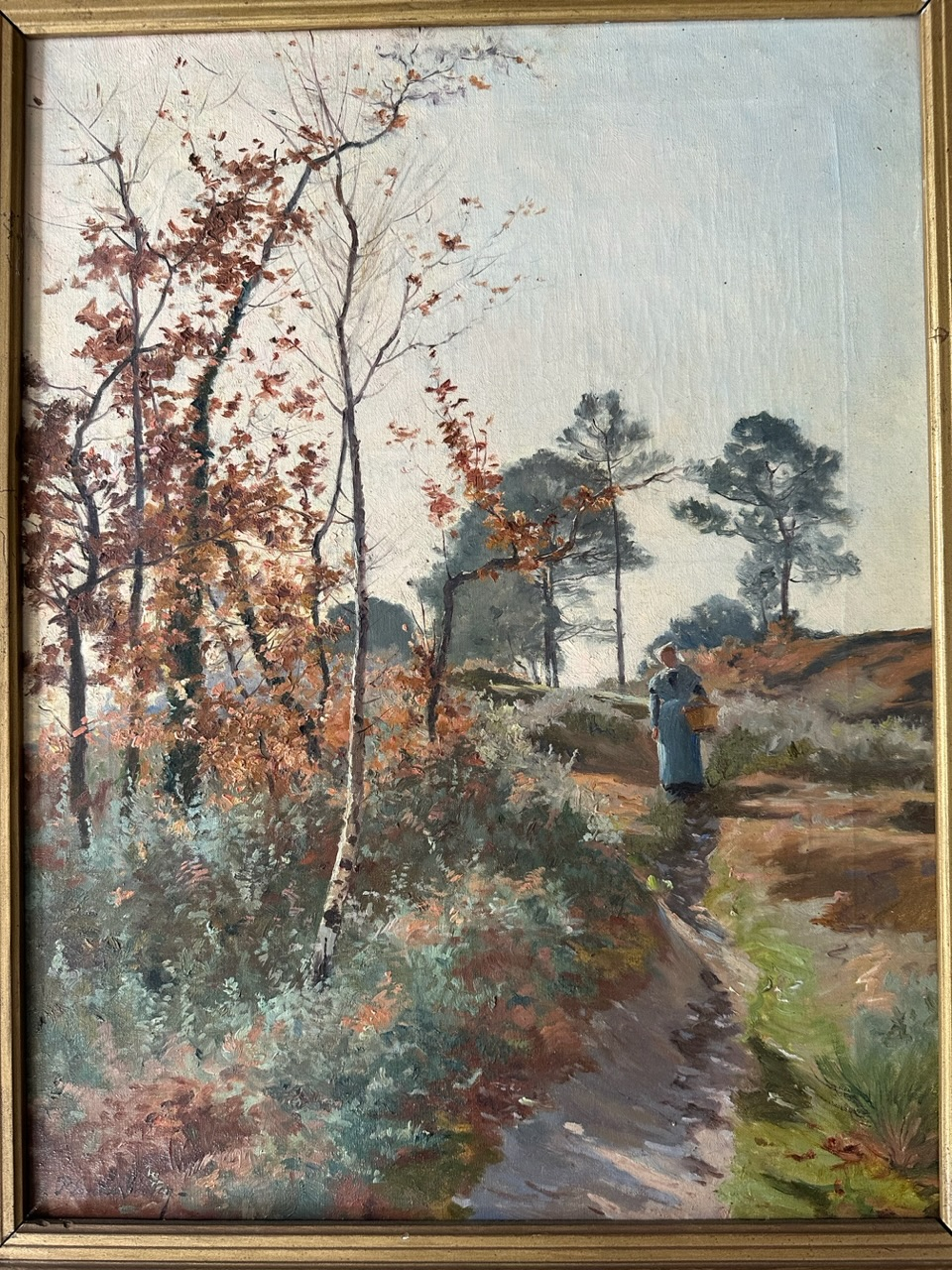
Promenade dans un paysage d'automne

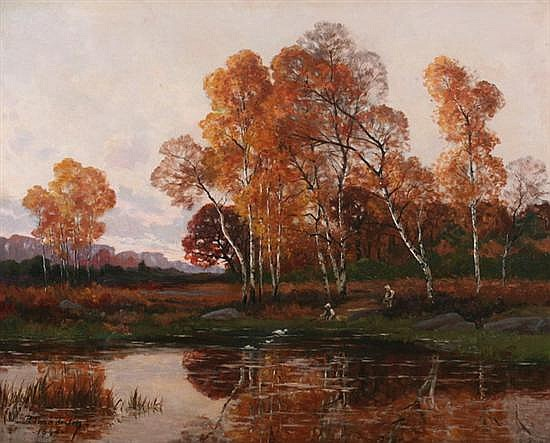
Bäume am Ufer

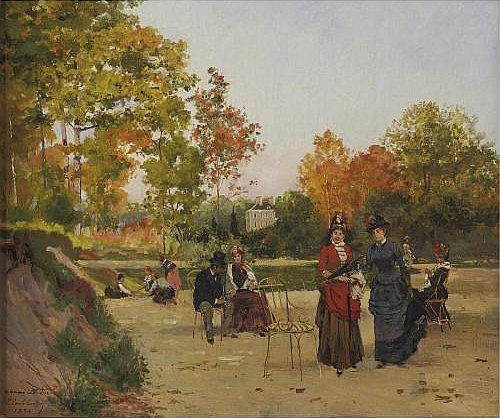
Promenade au jardin (1894)

Paul Émile Berton (* 4. Mai 1846 in Chartrettes, Département Seine-et-Marne; † 15. Februar 1909 in Paris) war ein französischer Landschaftsmaler. Sein Grab befindet sich auf dem Pariser Prominenten-Friedhof Cimetière du Père-Lachaise.
Er wird gelegentlich mit dem französischen Lithografen und Plakatkünstler Paul Berthon (1872–1934) verwechselt. Im Kunsthandel werden Paul Émile Berton oft fälschlich Lithografien von Paul Berthon zugeschrieben.

## Ausbildung und Werdegang
Über Bertons Ausbildung ist nur wenig bekannt. Er war unter anderem Schüler der Maler Pierre Puvis de Chavannes, Elie Delaunay, Auguste Allongé und Armond Cotelle-Hébert. Die Werke Bertons wurden von 1874 bis 1906 im renommierten „Salon de Paris“, einer regelmäßig stattfindenden Kunstausstellung, in Paris gezeigt. Von 1894 bis 1903 waren Bertons Werke zudem jährlich in der Exposition Internationale des Beaux-art in Monte-Carlo vertreten.

## Werke
Bertons Bilder sind überwiegend von seiner Heimat, sowie Orten in der Normandie, der Bretagne, der Sologne und der Touraine inspiriert. Ab etwa 1882 erscheint der Wald von Fontainebleau als eines seiner Lieblingsthemen. Bertons Bilder sind meisterhaft und kraftvoll ausgeführt. Seine Werke zeugen von seiner Vorliebe für Sonnenuntergänge, Herbstlichter und stille Gewässer, Motive, die reich an räumlichen Variationen und chromatischen Kombinationen sind. Selbst in seinen späten Werken machte Berton keine Zugeständnisse an den Impressionismus. Vielmehr blieb seit Werk bis zuletzt vom Erbe der in den 1850er Jahren entstandenen Strömungen geprägt.
Bertons Bilder waren zu seinen Lebzeiten sehr beliebt und markieren einen späten Höhepunkt der realistischen Landschaftsmalerei in Frankreich. Zahlreiche Werke von Paul Emile Berton wurden vom französischen Staat erworben und befinden sich heute in verschiedenen öffentlichen Galerien und Museen, darunter dem Musée des Beaux Art in Tours, Frankreich.